# 취병 조형 유허비
취병 조형 유허비(翠屛 趙珩 遺墟碑)는 광주광역시 광산구 도촌동에 있는 조선시대의 유허비이다. 1990년 11월 15일 광주광역시의 유형문화재 제18호로 지정되었다.

## 개요
유허비란 옛 선현의 자취를 기념하고자 세우는 비이다. 이 비는 취병 조형(1606∼1679) 선생을 기리기 위하여 세워놓은 것으로, 선생이 태어난 옛 터에 자리잡고 있다.
조형은 조선 현종 때의 문신으로 40여년간 관리생활을 하면서 많은 업적을 남겼고, 벼슬은 대사헌에까지 이르렀다. 11개월간의 일본여행을 마친 후 기록한『부상일기』는 17세기 한일관계사의 중요한 자료로 평가되고 있다.
비는 아래에 받침돌을 마련하고, 비몸과 지붕돌을 하나의 돌로 조각하여 그 위에 세웠다. 높이보다 너비가 넓은 특이한 모습이며, 지붕돌의 처마가 위를 떠받들 듯 한껏 들려있다.
조선 고종 10년(1873)에 세운 비로, 형태는 그리 우수하지 않으나 당시 지방사 연구에 중요한 자료적 가치를 지닌다. 선생의 후손이 없어 그 동안 방치되어 왔던 것을 광주시 유형문화재로 지정하여 보존하고 있다.

## 참고 자료
- 취병조형유허비 - 국가유산청 국가유산포털